# Bernauer Zsigmond
Bernauer Zsigmond (Pest, 1864. június 3. – Budapest, 1942. június 5.) vegyészmérnök, hites szabadalmi ügyvivő.

## Életpályája
Bernauer Mór és Pessel Katalin fia. 1886-ban szerezte meg vegyészmérnöki oklevelét a Királyi József Műegyetemen. 1896-ban kapott szabadalmi ügyvivői jogosítványt. 1897. április 29-én Budapesten, a Ferencvárosban házasságot kötött Pfeffer Rozinával, Pfeffer Ignác és Steiner Johanna lányával. 1914-ben a Műegyetem meghívott előadója lett, 1924-ben pedig a szabadalmi ügy technikai kérdései tárgykörből műegyetemi magántanári képesítést szerzett. Titkára volt az AIPPI (International Association for the Protection of Intellectual Property) Magyarországi Csoportjának, és több ízben elnöke a Magyar Hites Szabadalmi Ügyvivők Testületének. Műszaki titkára volt a Magyar Iparjogvédelmi Egyesületnek (MIE). Az Iparjogi Szemle egyik rovatvezetőjeként dolgozott 1907-től 1914-ig. Szakértekezései megjelentek folyóiratokban. Az aktív szabadalmi ügyvivői gyakorlattól 1939. január 1-vel vonult vissza.

## Családja
Hét testvére volt, köztük Bernauer Izidor, Gázgyár igazgató; Bernauer Géza, Ericsson gyárigazgató. Felesége Pfeffer Rozina Erzsébet. Leánya, Bernauer Magda vegyész volt az első magyar nő, aki szabadalmi ügyvivői vizsgát tett.